# Juan Carlos Ruiz Boix
Juan Carlos Ruiz Boix (San Roque, 28 de octubre de 1974) es un político español, diputado del Congreso de los Diputados desde julio de 2023 y alcalde de San Roque desde 2011.

## Biografía
Es Licenciado en Ciencias Económicas y Empresariales por la Universidad de Granada (1997). Afiliado desde el siglo XX al Partido Socialista Obrero Español de Andalucía, fue secretario general de Juventudes Socialistas de San Roque y en el año 2009 fue elegido Secretario General del PSOE de San Roque, cargo que ejerce en la actualidad. En la dirección provincial del PSOE ejerció como vicesecretario general y desde el 18 de diciembre de 2021 es el Secretario General del PSOE-Cádiz.
El 11 de junio de 2011 fue elegido alcalde de San Roque, cargo que sigue ocupando en la actualidad, siendo reelegido en 2015, 2019 y 2023. En la Diputación Provincial de Cádiz entre 2015 y 2019 fue Vicepresidente Primero de Coordinación Política de la Diputación Provincial de Cádiz. 
Entre 2019 y 2022 fue portavoz del Grupo Socialista y responsable del Área de Servicios Económicos y Gestión Tributaria. Fue proclamado Presidente de la Diputación Provincial de Cádiz el 1 de julio de 2022, cargo que desempeñó hasta el 12 de julio de 2023. 
Es el primer político del Campo de Gibraltar que asume la Presidencia de la Diputación de Cádiz en la etapa democrática.Elegido diputado provincial en las Elecciones Municipales de mayo de 2023, el 31 de enero de 2024 presentó su renuncia al acta de diputado de la Diputación Provincial de Cádiz.
Candidato número tres del PSOE de Cádiz al Congreso de los Diputados en las Elecciones Generales celebradas el 23 de julio de 2023, el 17 de agosto tomó posesión del cargo como Diputado del Partido Socialista Obrero Español por la provincia de Cádiz. El 4 de diciembre de 2023 fue elegido presidente de la Comisión de Asuntos Exteriores del Congreso de los Diputados.